# Arne Hjertsson
Arne Hjertsson, född 4 september 1918, död 12 juni 1987, var en svensk fotbollsspelare, centerforward och svensk mästare för Malmö FF 1944. Han skrev in sig i den svenska fotbollshistorien genom att den 3 juni 1943, bli sjumålsskytt i en allsvensk match mot Halmstads BK.

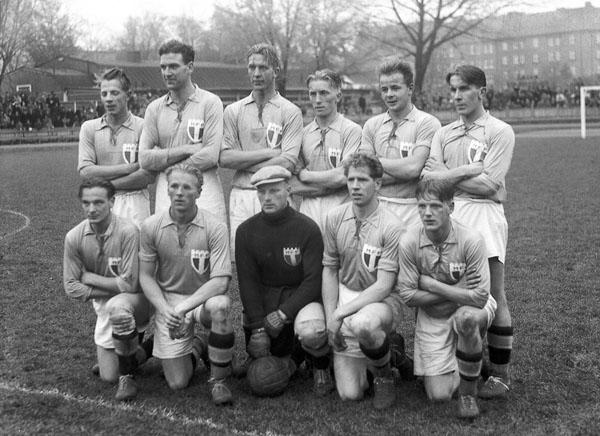
Arne Hjertsson i högerytterposition i MFF:s guldlag säsongen 1943-44

Arne Hjertsson kom till Malmö FF från Malmö Södra BK 1936 och debuterade i Allsvenskan den 30 maj 1937 mot Landskrona BoIS. Han lyckades inte ta en ordinarie plats i A-laget och spelade därför under några säsonger för Malmö SK. Våren 1943 var han åter i MFF och fick hoppa in i den ovan nämnda matchen som ersättare för den skadade centern Gustaf Nilsson. Matchen, som vanns med 12-0 var hans fjärde allsvenska match sex år efter debuten. Målkavalkaden inleddes med att Arne Hjertsson i första halvlek, under loppet av 18 minuter gjorde fyra mål i följd. De resterande tre kom i andra halvlek. Prestationen har inte överträffats men dock tangerats av Gunnar Nordahl 1944.
Arne Hjertsson var en snabb och teknisk spelare. Med en sällsynt blick för spelet förenade han passningsskicklighet och påpasslighet framför mål. I dåtidens spel, med en avsevärt mer anfallsvänlig fotboll, firade han triumfer med precisa långa branta bollar till sina kedjekamrater, yttrarna Egon Jönsson och Stellan Nilsson.
Arne Hjertsson blev ordinarie i Malmö FF under hösten 1943, men gjorde våren 1944 mer sporadiska framträdanden. Han tillhörde det manskap, som erhöll Malmö FF:s första uppsättning SM-guldmedaljer 1944. Han spelade sin sista match för Malmö FF den 29 maj 1944 mot AIK på Råsunda. Det var den enda match, som han spelade tillsammans med båda sina bröder Kjell Hjertsson och Sven Hjertsson. Han avslutade sin fotbollskarriär i IFK Malmö. Totalt spelade Arne Hjertsson 19 allsvenska matcher och gjorde 11 mål.